# Zeslandentoernooi 2019 (mannen)
De twintigste editie van het Zeslandentoernooi voor mannen van de Rugby Union werd gespeeld van 1 februari tot en met 16 maart 2019 tussen de rugbyteams van Engeland, Frankrijk, Italië, Schotland, Wales en het Iers rugbyteam (het team dat zowel de Republiek Ierland als Noord-Ierland vertegenwoordigt in internationale wedstrijden). Ierland verdedigde zijn titel. Wales won het toernooi met een Grand Slam, wat inhoudt dat het Welsh team alle wedstrijden op het toernooi won.

## Deelnemende landen
| Land      | Stadion             | Capaciteit | Stad      | Coach           | Aanvoerder                       |
| --------- | ------------------- | ---------- | --------- | --------------- | -------------------------------- |
| Engeland  | Twickenham          | 82.000     | Londen    | Eddie Jones     | Owen Farrel                      |
| Frankrijk | Stade de France     | 81.338     | Parijs    | Jacques Brunel  | Guilhem Guirado                  |
| Ierland   | Aviva Stadium       | 51.700     | Dublin    | Joe Schmidt     | Rory Best                        |
| Italië    | Stadio Olimpico     | 73.261     | Rome      | Conor O'Shea    | Sergio Parisse                   |
| Schotland | Murrayfield Stadium | 67.144     | Edinburgh | Gregor Townsend | Greig Laidlaw                    |
| Wales     | Millennium Stadium  | 74.500     | Cardiff   | Warren Gatland  | Alun Wyn Jones & Jonathan Davies |

## Stand
| Positie | Land      | Wedstrijden | Wedstrijden | Wedstrijden | Wedstrijden | Punten | Punten | Punten   | Try's | Try's | Tabel Punten |
| Positie | Land      | Gespeeld    | Gewonnen    | Gelijk      | Verloren    | Voor   | Tegen  | Verschil | Voor  | Tegen | Tabel Punten |
| ------- | --------- | ----------- | ----------- | ----------- | ----------- | ------ | ------ | -------- | ----- | ----- | ------------ |
| 1       | Wales     | 5           | 5           | 0           | 0           | 114    | 65     | 49       | 10    | 7     | 23           |
| 2       | Engeland  | 5           | 3           | 1           | 1           | 184    | 101    | 83       | 24    | 13    | 18           |
| 3       | Ierland   | 5           | 3           | 0           | 2           | 101    | 100    | 1        | 14    | 10    | 12           |
| 4       | Frankrijk | 5           | 2           | 0           | 2           | 93     | 118    | -25      | 12    | 15    | 10           |
| 5       | Schotland | 5           | 1           | 1           | 3           | 105    | 125    | -20      | 14    | 17    | 9            |
| 6       | Italië    | 5           | 0           | 0           | 5           | 79     | 167    | -88      | 10    | 22    | 0            |

## Programma en uitslagen[14]

### Week 1
| 1 februari 2019 20:00 | Frankrijk                                                              | 19 – 24 | Wales                                                                                                | Stade de France, Parijs Scheidsrechter: Wayne Barnes |
| 1 februari 2019 20:00 | Try: Picamoles 5' Higet 22' Con: Parra (0/2) Pen: Lopez (2/2) 33', 69' | Verslag | Try: Williams 46' North 51', 71' Con: Anscombe (2/2) 47', 52' Biggar (1/1) 72' Pen: Biggar (1/1) 62' | Stade de France, Parijs Scheidsrechter: Wayne Barnes |

| 2 februari 2019 15:15 | Schotland                                                                                          | 33 – 20 | Italië | Murrayfield Stadium, Edinburgh Scheidsrechter: Luke Pierce |
| 2 februari 2019 15:15 | Try: Kinghorn 11', 20', 53' Hogg 46' Harris 61' Con: Laidlaw (3/4) 22', 48', 54' Russell (1/1) 62' | Verslag | Try: Palazzani 70' Padovani 74' Esposito 77' Con: Allan (1/1) 70' McKinley (0/1) Esposito (0/1) Pen: Allan (1/1) 9' | Murrayfield Stadium, Edinburgh Scheidsrechter: Luke Pierce |

| 2 februari 2019 17:45 | Ierland                                                                         | 20 – 32 | Engeland                                                                                        | Aviva Stadium, Dublin Scheidsrechter: Jérôme Garcès |
| 2 februari 2019 17:45 | Try: Healy 24' Cooney 79' Con: Sexton (2/2) 25', 79' Pen: Sexton (2/2) 10', 54' | Verslag | Try: May 1' Daly 29' Slade 65', 75' Con: Farrell (3/4) 2', 30', 76' Pen: Farrell (2/2) 40', 69' | Aviva Stadium, Dublin Scheidsrechter: Jérôme Garcès |

### Week 2
| 9 februari 2019 15:15 | Schotland                                                          | 13 - 22 | Ierland | Murrayfield Stadium, Edinburgh Scheidsrechter: Romain Poite |
| 9 februari 2019 15:15 | Try: Johnson 28' Con: Laidlaw (1/1) 30' Pen: Laidlaw (2/2) 6', 61' | Verslag | Try: Murray 9' Stockdale 11' Earls 55' Con: Sexton (0/1) Murray (1/1) 16' Carbery (1/1) 56' Pen: Carbery (1/1) 68' | Murrayfield Stadium, Edinburgh Scheidsrechter: Romain Poite |

| 9 februari 2019 17:45 | Italië                                                                | 15 - 26 | Wales                                                                                                  | Stadio Olimpico, Rome Scheidsrechter: Mathieu Raynal |
| 9 februari 2019 17:45 | Try: Steyn 33' Padovani 74' Con: Allan (1/2) 35' Pen: Allan (1/1) 43' | Verslag | Try: Adams 53' Watkin 69' Con: Biggar (1/1) 54' Anscombe (1/1) 70' Pen: Biggar (4/4) 1', 14', 18', 29' | Stadio Olimpico, Rome Scheidsrechter: Mathieu Raynal |

| 10 februari 2019 16:00 | Engeland | 44 - 8 | Frankrijk | Twickenham, Londen Scheidsrechter: Nigel Owens |
| 10 februari 2019 16:00 | Verslag  |        |           | Twickenham, Londen Scheidsrechter: Nigel Owens |

### Week 3
| 23 februari 2019 15:15 | Frankrijk | 27 - 10 | Schotland | Stade de France, Parijs Scheidsrechter: Nic Berry |
| 23 februari 2019 15:15 | Verslag   |         |           | Stade de France, Parijs Scheidsrechter: Nic Berry |

| 23 februari 2019 17:45 | Wales   | 21 - 13 | Engeland | Millennium Stadium, Cardiff Scheidsrechter: Jaco Peyper |
| 23 februari 2019 17:45 | Verslag |         |          | Millennium Stadium, Cardiff Scheidsrechter: Jaco Peyper |

| 24 februari 2019 16:00 | Italië  | 16 - 26 | Ierland | Stadio Olimpico, Rome Scheidsrechter: Glen Jackson |
| 24 februari 2019 16:00 | Verslag |         |         | Stadio Olimpico, Rome Scheidsrechter: Glen Jackson |

### Week 4
| 9 maart 2019 15:15 | Schotland | 11 - 18 | Wales | Murrayfield Stadium, Edinburgh Scheidsrechter: Pascal Gaüzère |
| 9 maart 2019 15:15 | Verslag   |         |       | Murrayfield Stadium, Edinburgh Scheidsrechter: Pascal Gaüzère |

| 9 maart 2019 17:45 | Engeland | 57 - 14 | Italië | Twickenham, Londen Scheidsrechter: Nic Berry |
| 9 maart 2019 17:45 | Verslag  |         |        | Twickenham, Londen Scheidsrechter: Nic Berry |

| 10 maart 2019 16:00 | Ierland | 26 - 14 | Frankrijk | Aviva Stadium, Dublin Scheidsrechter: Ben O'Keeffe |
| 10 maart 2019 16:00 | Verslag |         |           | Aviva Stadium, Dublin Scheidsrechter: Ben O'Keeffe |

### Week 5
| 16 maart 2019 13:30 | Italië  | 14 - 25 | Frankrijk | Stadio Olimpico, Rome Scheidsrechter: Matthew Carley |
| 16 maart 2019 13:30 | Verslag |         |           | Stadio Olimpico, Rome Scheidsrechter: Matthew Carley |

| 16 maart 2019 15:45 | Wales   | 25 - 7 | Ierland | Millennium Stadium, Cardiff Scheidsrechter: Angus Gardner |
| 16 maart 2019 15:45 | Verslag |        |         | Millennium Stadium, Cardiff Scheidsrechter: Angus Gardner |

| 16 maart 2019 18:00 | Engeland | 38 - 38 | Schotland | Twickenham, Londen Scheidsrechter: Paul Williams |
| 16 maart 2019 18:00 | Verslag  |         |           | Twickenham, Londen Scheidsrechter: Paul Williams |